# アリゾナ (小惑星)
アリゾナ (793 Arizona) は、小惑星帯に位置する小惑星である。アメリカのアリゾナ州フラッグスタッフにあるローウェル天文台で、天文学者のパーシヴァル・ローウェルにより発見された。彼が発見した唯一の小惑星である。
発見したローウェル天文台のあるアリゾナ州（1912年までは準州）に因んで命名された。